# Iteomyia salicifolia
Iteomyia salicifolia är en tvåvingeart som först beskrevs av Ephraim Porter Felt 1910.  Iteomyia salicifolia ingår i släktet Iteomyia och familjen gallmyggor. Inga underarter finns listade i Catalogue of Life.